# Behzad Jodadad Kanyobeh
Behzad Jodadad Kanyobeh –en persa, بهزاد خداداد کنجوبه– (nacido el 25 de abril de 1981) es un deportista iraní que compitió en taekwondo.
Ganó tres medallas en el Campeonato Mundial de Taekwondo entre los años 2001 y 2005, y una medalla en el Campeonato Asiático de Taekwondo de 2002. En los Juegos Asiáticos consiguió dos medallas en los años 2002 y 2006.

## Palmarés internacional
| Campeonato Mundial  | Campeonato Mundial                | Campeonato Mundial | Campeonato Mundial |
| Año                 | Lugar                             | Medalla            | Categoría          |
| ------------------- | --------------------------------- | ------------------ | ------------------ |
| 2001                | Jeju (Corea del Sur)              | Medalla de oro     | –58 kg             |
| 2003                | Garmisch-Partenkirchen (Alemania) | Medalla de plata   | –58 kg             |
| 2005                | Madrid (España)                   | Medalla de plata   | –58 kg             |
| Juegos Asiáticos    |                                   |                    |                    |
| Año                 | Lugar                             | Medalla            | Categoría          |
| 2002                | Busan (Corea del Sur)             | Medalla de plata   | –58 kg             |
| 2006                | Doha (Catar)                      | Medalla de bronce  | –58 kg             |
| Campeonato Asiático |                                   |                    |                    |
| Año                 | Lugar                             | Medalla            | Categoría          |
| 2002                | Amán (Jordania)                   | Medalla de bronce  | –58 kg             |